# Radu Marinescu
Radu Marinescu (ur. 25 maja 1973) – rumuński polityk, prawnik i samorządowiec, deputowany, od 2024 minister sprawiedliwości.

## Życiorys
W 1995 ukończył studia prawnicze na Uniwersytecie w Krajowie. Doktoryzował się na tej uczelni w 2009. Uzyskał uprawnienia adwokata, w 1999 zaczął prowadzić własną kancelarię prawniczą. Był nauczycielem akademickim na Universitatea Titu Maiorescu, później został wykładowcą na macierzystym uniwersytecie.
Zaangażował się w działalność polityczną w ramach Partii Socjaldemokratycznej. W trakcie praktyki zawodowej reprezentował również działaczy swojego ugrupowania. W latach 2016–2024 był radnym Krajowy. W wyborach w 2024 uzyskał mandat posła do Izby Deputowanych.
W grudniu 2024 objął urząd ministra sprawiedliwości w drugim rządzie Marcela Ciolacu. Pozostał na tym stanowisku także w utworzonym w czerwcu 2025 gabinecie Ilie Bolojana.